# Matins calmes à Séoul
Pour plus de détails, voir Fiche technique et Distribution.
Matins calmes à Séoul (hangeul : 북촌방향 ; hanja : 北村 方向 ; RR : Bugchon Banghyang ; MR : Pukch'on Panghyang ; litt. « Direction Bukchon ») est un film sud-coréen réalisé par Hong Sang-soo, sorti en 2011.
Il est présenté dans la section « Un certain regard » du festival de Cannes 2011, sous le titre The Day He Arrives (litt. « Le jour où il arrive »).

## Synopsis
Yoo, un cinéaste, exilé en province, qui ne tourne plus de films, revient passer quelques jours à Séoul. Il erre dans la ville, revient régulièrement sur les mêmes lieux et croise régulièrement les mêmes personnes. Quand l'ami qu'il héberge ne répond pas au téléphone, il finit ivre dans un bar avec des étudiants en cinéma qui l'ont reconnu, puis s'enfuit en courant pour aller pleurer dans les bras de son ancienne copine. Avec son ami, il boit et discute et revient tous les soirs dans un bar étrange où la patronne est souvent absente.

## Fiche technique
Sauf indication contraire ou complémentaire, les informations mentionnées dans cette section peuvent être confirmées par la base de données KMDb
- Titre original : 북촌방향
- Titre international : The Day He Arrives
- Titre français : Matins calmes à Séoul
- Réalisation et scénario : Hong Sang-soo
- Musique : Jeong Yong-jin
- Photographie : Kim Hyung-koo
- Son : Kim Mi-r
- Montage : Ham Sung-won, Lee se-hoon et Son yeon-ji
- Production : Kim Kyeong-hee
- Production exécutive : Hong Sang-soo
- Société de production : Jeonwonsa Films
- Sociétés de distribution : Jeonwonsa Films (Corée du Sud) ; Les Acacias (France)
- Pays de production :  Corée du Sud
- Langue originale : coréen
- Format : noir et blanc - 35 mm - 1,85:1 - son Dolby
- Genre : drame
- Durée : 79 minutes
- Dates de sortie :
  - France : 19 mai 2011 (festival de Cannes) ; 16 mai 2012 (sortie nationale)
  - Corée du Sud : 8 septembre 2011

## Distribution
- Yoo Joon-sang : Seong-joon, professeur en études cinématographiques
- Kim Sang-jung : Young-ho, critique de film et ami de Seong-joon
- Song Seon-mi (en) : Bo-ram, professeur en études cinématographiques
- Kim Bo-kyung : Kyeong-jin, ex-petite amie de Seong-joon / Ye-jeon, propriétaire d'un bar
- Kim Eui-sung : Joong-won, ancien acteur
- Park Soo-min : l'actrice
- Go Hyun-jung (en) : la cinéphile
- Gi Ju-bong (en) : le producteur
- Baek Jong-hak : le réalisateur
- Baik Hyun-jhin : le compositeur
- Ahn Jae-hong : un étudiant
- Bae Yoo-ram (en) : un autre étudiant

## Tournage
Le tournage a duré en seulement sept jours, dans le quartier de Bukchon à Séoul.

## Accueil critique
Dans Le Monde, Jean-François Rauger parle d'« un nouveau développement, passionnant, excitant, hilarant, d'une des œuvres les plus importantes du cinéma contemporain. ».

## Analyse
Dans son analyse, le journaliste Éric Loret souligne que le thème du retour est omniprésent dans l'œuvre de Hong Sang-soo. 